# 1-й Средне-Сибирский армейский корпус (Сибирская армия)

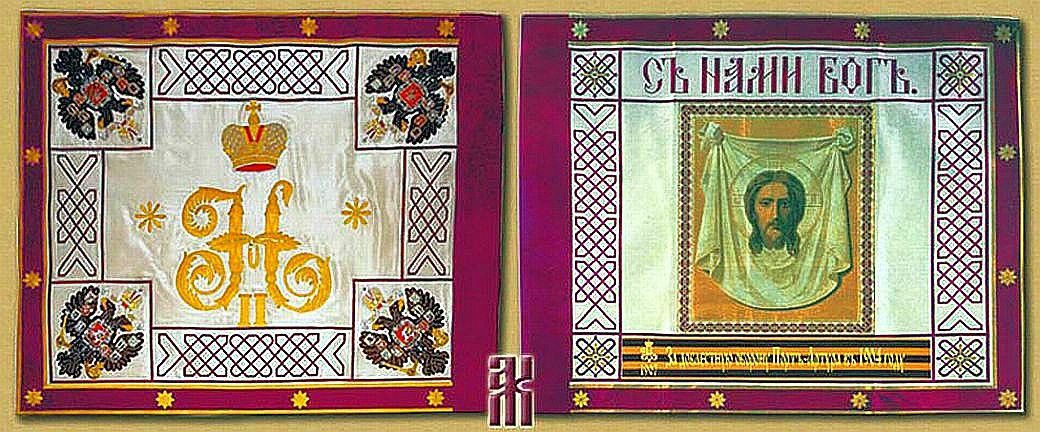
Знамя 3-й Иркутской стрелковой дивизии

1-й Средне-Сибирский армейский корпус был сформирован из добровольческих офицерских дружин 12 июня 1918 года. Наскоро сформированные из офицеров и добровольцев были три дружины: Томская, Ново-Николаевская и Барнаульская, объединённые под командованием подполковника А. Н. Пепеляева. Отряд примкнул к чешским частям капитана Радолы Гайды и, двигаясь из центра Сибири на восток в Забайкалье, очистили эту территорию от большевиков. После этого дружины были пополнены и развёрнуты в Средне-Сибирский корпус (с 26 августа — 1-й, с 30 сентября — армейский). Первоначально (к 26 августа) в корпус входили:
- 1-я Томская (он же 2-я Сибирская) дивизия
- 2-я стрелковая (она же 1-я Сибирская) дивизия
- 3-я Иркутская Сибирская дивизия

Корпус состоял сплошь из добровольцев, в основе — членов подпольных организаций. При выходе к Байкалу на передовой в корпусе было не менее 5000 человек. Убыль регулярно пополнялась за счёт новых добровольцев, и к концу лета в нём было 7−8 тысяч человек, не считая местных партизанских отрядов. Большинство офицеров воевало рядовыми (даже в начале сентября на положении рядовых сражалось более 4500 офицеров, то есть половина всех имевшихся). В некоторых частях их было больше, чем солдат. На 2 сентября из 5261 человека в строю 2929 были офицерами. Формирование корпуса завершено в сентябре−октябре 1918 г. (4 октября кадровые бригады корпуса переформированы в 1-ю и 2-ю кадровые дивизии по четыре полка).

## Боевой путь
Части корпуса совершили знаменитый марш на Пермь, нанеся войскам красной 3-й Армии сокрушительное поражение. Входил в состав Северо-Уральского фронта и Екатеринбургской группы Сибирской армии (1918), с 24 декабря 1918 г. — Сибирской отдельной армии.
В феврале−марте 1919 г. включал:
- 1-я Средне-Сибирская стрелковая дивизия
- 2-я Средне-Сибирская стрелковая дивизия
- 16-я Пермская Сибирская стрелковая дивизия
- 1-я Сибирская штурмовая отдельная бригада
- (к 9 мая 1919 г.) 17-я Сибирская отдельная стрелковая бригада

А также: Отдельная тяжёлая батарея поручика Бушуева, Отдельная дальнобойная батарея, конвойная полусотня и телеграфная рота. Запасные полки дивизий были объединены в прифронтовую бригаду (командир: подполковник Шнаперман). Временно корпусу был придан также 11-й Оренбургский казачий полк (с 14 июля 1919 г. — в подчинении штаба 1-й армии).
Корпус принял участие в весеннем наступлении армий Верховного Правителя и понёс тяжёлые потери, участвовал в летних оборонительных боях. В октябре сохранившие не более 1/4 личного состава части были отведены в тыл на переформирование, где разложились и окончательно потеряли боеспособность, в том числе и по вине командира корпуса Зиневича с его лозунгом «Война Гражданской войне».
К 6 января 1920 г. из всего корпуса остался один только 3-й Барнаульский Сибирский стрелковый полк, который благополучно отошёл в Забайкалье. Кроме него в Читу из состава корпуса пробрались отдельные военнослужащие, в том числе командир корпуса генерал А. Н. Пепеляев, который сразу же по прибытии предпринял неудачную попытку сформировать отряд из бывших чинов корпуса. Осенью 1921 г. во Владивостоке, занимавший один из видных постов в корпусе, генерал-майор Е. К. Вишневский начал формировать 1-й Сибирский Стрелковый имени генерала-лейтенанта Пепеляева полк из бывших чинов корпуса, приезжавших из полосы отчуждения КВЖД (к январю−февралю 1922 г. не более 80−100 чел.).
Командиры корпуса:
подполковник (затем генерал-лейтенант) А. Н. Пепеляев (13.06.1918−май 1919 г.), генерал-майор Б. М. Зиневич
Начальники штаба корпуса:
капитан К. Л. Кононов (с 13 июня 1918 г.), генерал-майор А. А. Сурнин (с 2 октября 1918 г.), полковник Турбин.

## Униформа 1-го Средне-Сибирского Армейского корпуса

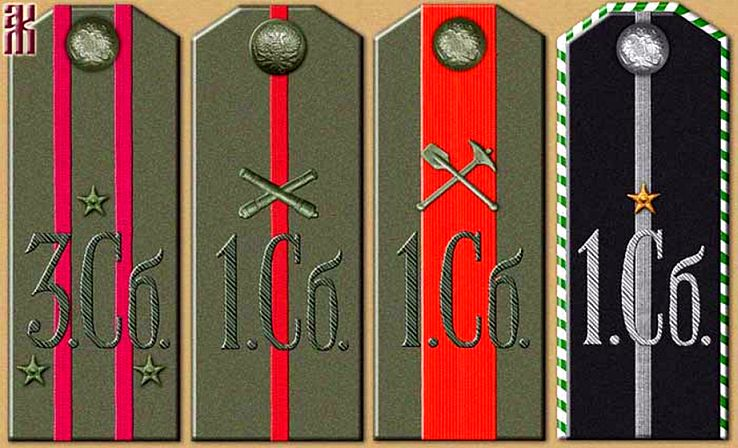
Погоны офицеров 1-го Средне-Сибирского армейского корпуса (слева направо:
| • 3-го Барнаульского Сибирского стрелкового полка |
| • 1-го Средне-Сибирского артиллерийского дивизиона |
| • 1-го Средне-Сибирского инженерного дивизиона |
| • 1-го Сибирского Егерского полка |

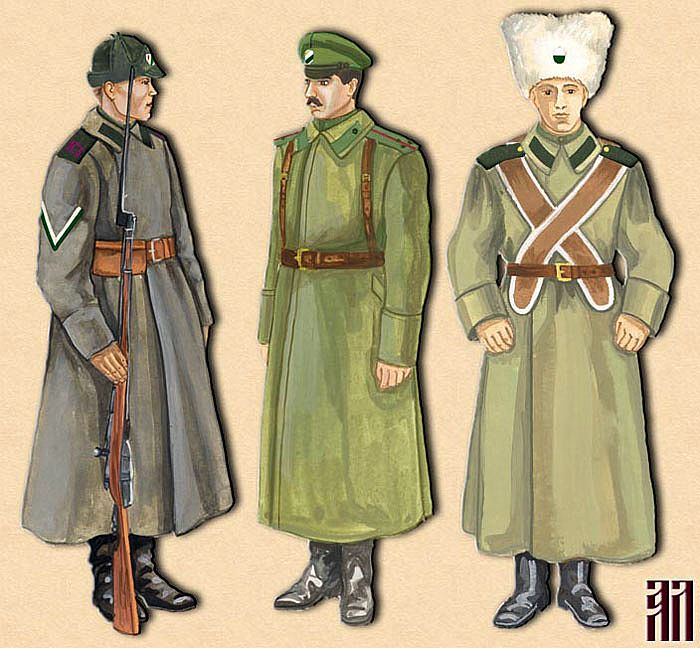
Формы одежды чинов Сибирской отдельной армии (рисунки худ. А. Лебедевой).

Благодаря российским специалистам по реконструкции исторической униформы (К. Новиков, С. Шушпанов, П. П. Вибе, А. П. Михеев и др.) можно получить точное представление, как выглядели солдаты и офицеры корпуса в 1919 году.
В 1918 году, в период формирования корпуса в качестве соединения Сибирской армии (Временного Сибирского правительства), в его частях использовалась прежняя походная форма Русской Императорской армии, без кокард и погон, заменённых бело-зелёными ленточками и нарукавными знаками отличия, установленными приказом по Военному ведомству № 10 от 24 июля 1918 г. При этом полагалось обшивать приборным сукном (для стрелков — малиновым, для всех остальных — красным): у гимнастёрок — нагрудные планки, у кителей и френчей — обшлага или манжеты. Приказами Командующего Сибирской армией П. П. Иванова-Ринова от № 64 от 6 сентября 1918 г. и Верховного Главнокомандующего всеми сухопутными и морскими вооружёнными силами России В. Г. Болдырева № 7 от 2 октября 1918 г. были введены погоны.

А. Н. Пепеляев, известный своими демократическими взглядами, неукоснительно следовал предписаниям и ввёл в своих частях только защитные погоны, старательно избегая галунных и цветных и стремясь следовать традициям походной формы прежней армии, последним в Сибирской армии.
Ещё одна характерная деталь — на основании ряда упоминаний в мемуарной литературе, постепенно на протяжении 1919 года в частях 1-го Средне-Сибирского корпуса русские фуражки вытеснялись суконными кепи, именовавшимися шапками-«колчаковками» (см. на левой фигуре приведённой здесь реконструкции А. Лебедевой).

В частях корпуса предпочитали бело-зелёный флаг, который был водружен над Пермью 24 декабря 1918 г. В соединении были официально оставлены бело-зелёные ленточки на головных уборах солдат и офицеров.

4-й Енисейский Сибирский стрелковый полк. 26 декабря 1918 г., Пермь. «…Солдаты — в шапках-ушанках, с заткнутыми за них веточками ельника, в добротных полушубках. На плечах — погоны…»